# Moarte subită
Moarte subită este un roman din 2012 scris de J.K. Rowling. Cartea a fost publicată inițial la editura Little, Brown pe 27 septembrie 2012, iar în România a fost publicată în același an de către editura Trei. Cartea a fost prima publicație a lui Rowling care nu are legătură cu lumea lui Harry Potter și totodată prima publicație pentru adulți.

## Adaptarea
Pe 3 decembrie 2012, BBC și HBO au cerut aprobarea să facă o adaptare după roman. Filmările au început în august 2014, iar premiera la televizor a avut loc în 2015. Warner Bros. sunt distribuitorii adaptării în afara Marii Britanii.